# Otocinclus mariae
Otocinclus mariae — вид риб з роду Otocinclus родини Лорікарієві ряду сомоподібні.

## Опис
Загальна довжина сягає 3,3 см. Спостерігається статевий диморфізм: самиці більші за самців. Голова дещо сплощена зверху. Рот нагадує великий шкребок. Очі великого розміру. Тулуб витягнутий, вкрито дрібними кістковими пластинками, але на череві кісткові пластини чергуються з вільними від них зонами. Спинний плавець доволі високий, з 1 шипом. Жировий плавець відсутній. Грудні плавці витягнуті. Черевні плавці трохи поступаються останнім. Анальний плавець менший за спинний, з 1 шипом. У поперечному розрізі хвостове стебло прямокутне. Хвостовий плавець витягнутий, з виїмкою або розрізаний.
Забарвлення кремове з дрібними плямами коричневого кольору у верхній частині та спині, що утворюються малюнок, який закриває верх риби. З боків проходить широка темна смуга. Нижня частина і черево позбавлені малюнку.

## Спосіб життя
Є демерсальною рибою. Воліє до прісної та чистої води. Зустрічається у річках з середньою течією з піщано-кам'янистим дном. Тримається невеличкими косяками. Активний на світанку та вдень. Живиться водорослевими обростаннями.

## Розповсюдження
Мешкає у нижній частині річки Мадейра та верхів'ях Амазонки.